# Ulstrup
Ulstrup es una localidad situada en el municipio de Favrskov, en la región de Jutlandia Central (Dinamarca), con una población estimada a principios de 2018 de unos 2043 habitantes.
Se encuentra ubicada cerca de la costa del mar Báltico, a poca distancia al noroeste de la ciudad de Aarhus.